# NGC 6798
NGC 6798 is een lensvormig sterrenstelsel in het sterrenbeeld Zwaan. Het hemelobject werd op 5 augustus 1885 ontdekt door de Amerikaanse astronoom Lewis A. Swift.

## Synoniemen
- IC 1300
- UGC 11434
- MCG 9-32-2
- ZWG 281.1
- PGC 63171